# Amphoe Omkoi

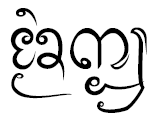
„Omkoi“ in Lan-Na-Schrift

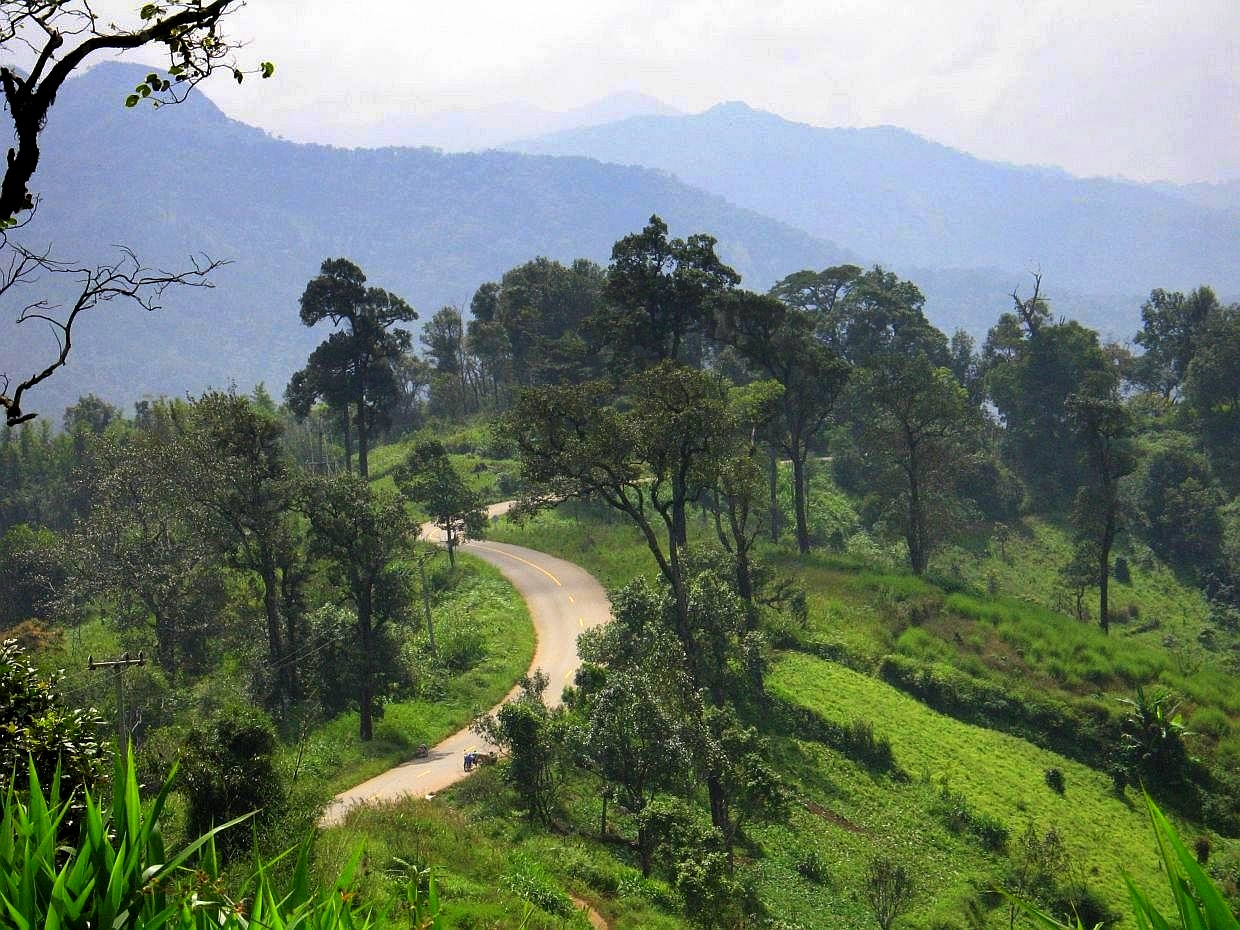
Landschaft in Omkoi

Amphoe Omkoi (thailändisch อำเภอ อมก๋อย) ist ein Landkreis (Amphoe – Verwaltungs-Distrikt) im äußersten Südwesten der Provinz Chiang Mai. Die Provinz Chiang Mai liegt in der Nordregion von Thailand.

## Geographie
Benachbarte Landkreise (von Süden im Uhrzeigersinn): die Amphoe Hot und Doi Tao der Provinz Chiang Mai, Sam Ngao, Mae Ramat und Tha Song Yang der Provinz Tak sowie Sop Moei der Provinz Mae Hong Son.

## Geschichte
Omkoi wurde am 19. April 1929 als „Zweigkreis“ (King Amphoe) gegründet und war dem Kreis Hot untergeordnet. Er bestand seinerzeit aus den drei Tambon Omkoi, Yang Piang und Mae Tuen. 
Am 23. Juli 1958 erhielt Omkoi den vollen Amphoe-Status.

## Verwaltung

### Provinzverwaltung
Der Landkreis Omkoi ist in sechs Tambon („Unterbezirke“ oder „Gemeinden“) eingeteilt, die sich weiter in 95 Muban („Dörfer“) unterteilen.
| Nr. | Name       | Thai    | Muban | Einw.  |
| --- | ---------- | ------- | ----- | ------ |
| 01. | Omkoi      | อมก๋อย   | 20    | 17.579 |
| 02. | Yang Piang | ยางเปียง | 17    | 09.023 |
| 03. | Mae Tuen   | แม่ตื่น    | 16    | 09.962 |
| 04. | Mon Chong  | ม่อนจอง  | 09    | 05.723 |
| 05. | Sop Khong  | สบโขง   | 12    | 07.700 |
| 06. | Na Kian    | นาเกียน  | 21    | 10.442 |

### Lokalverwaltung
Es gibt eine Kommune mit „Kleinstadt“-Status (Thesaban Tambon) im Landkreis:
- Omkoi (Thai: เทศบาลตำบลอมก๋อย) bestehend aus Teilen des Tambon Omkoi.

Außerdem gibt es sechs „Tambon-Verwaltungsorganisationen“ (องค์การบริหารส่วนตำบล – Tambon Administrative Organizations, TAO)
- Omkoi (Thai: องค์การบริหารส่วนตำบลอมก๋อย) bestehend aus Teilen des Tambon Omkoi.
- Yang Piang (Thai: องค์การบริหารส่วนตำบลยางเปียง) bestehend aus dem kompletten Tambon Yang Piang.
- Mae Tuen (Thai: องค์การบริหารส่วนตำบลแม่ตื่น) bestehend aus dem kompletten Tambon Mae Tuen.
- Mon Chong (Thai: องค์การบริหารส่วนตำบลม่อนจอง) bestehend aus dem kompletten Tambon Mon Chong.
- Sop Khong (Thai: องค์การบริหารส่วนตำบลสบโขง) bestehend aus dem kompletten Tambon Sop Khong.
- Na Kian (Thai: องค์การบริหารส่วนตำบลนาเกียน) bestehend aus dem kompletten Tambon Na Kian.